# پایگاه نظامی فرانسه در خلیج فارس (کمپ صلح)
فرانسه در سال ۲۰۰۹ حضور نظامی خود در خلیج فارس را با احداث یک پایگاه نظامی در تنگه هرمز به میزبانی امارات متحده عربی پس از دو قرن تجدید کرد.
فرانسه ۶۰ فروند هواپیمای نظامی رافال و یک نیروگاه هسته‌ای نیز به امارات متحده فروخت.هشدار و مقابله با ایران هدف اصلی ساخت این پایگاه که در ۲۵۵ کیلومتری سواحل ایران قرار دارد عنوان شده‌است.
پیشنهاد ساخت این پایگاه که هزینه آنرا امارات پرداخته‌است در دوران ژاک شیراک مطرح شد اما وی از اجرای آن خودداری کرد.سارکوزی رئیس جمهور بعدی فرانسه از ساخت این پایگاه حمایت کرده و با حضور وی افتتاح شد.
این پایگاه پانصد نظامی از نیروی هوایی و دریایی را میزبانی می‌کند دارای کمپ آموزشی نیز هست.
پس از انقلاب ۵۷ کشورهای مختلف به دعوت از سوی دول عربی به ارسال نیروی نظامی به خلیج فارس پرداختند.